# Hrabstwo Barry (Michigan)
Barry – hrabstwo w stanie Michigan w USA. Siedzibą hrabstwa jest Hastings.

## Miasta
- Hastings

## CDP
- Delton
- Dowling
- Hickory Corners

## Wioski
- Freeport
- Middleville
- Nashville
- Woodland

## Hrabstwo Barry graniczy z następującymi hrabstwami
- północny wschód – hrabstwo Ionia
- wschód – hrabstwo Eaton
- południowy wschód – hrabstwo Calhoun
- południowy zachód – Hrabstwo Kalamazoo
- zachód – hrabstwo Allegan
- północny zachód – hrabstwo Kent